# Shinkō-geijutsu-ha
Shinkō-geijutsu-ha (japanisch 新興芸術派), etwa „Schule der neuen Kunst“, war ein loser Zusammenschluss japanischer Schriftsteller in den späten 1920er Jahren bis in die 30er Jahre.

## Zweck
Der Shinkō-geijutsu-ha war der lose Zusammenschluss von Schriftstellern, die für Kunst „an sich“ und gegen die damals sehr mächtige proletarische, marxistische Literatur in Japan eintraten.

## Wesentliche Vertreter
Die bedeutendsten Vertreter dieser Richtung waren Ryūtanji Yū (龍胆寺 雄; 1901–1962) und Kuno Toyohiko (久野 豊彦; 1896–1971). Andere frühe Mitstreiter waren Nakamura Murao (1886–1949) und Kamura Isota (1897–1933). Nakamura war der inoffizielle Sprecher der Gruppe, arbeitete hinter der Szene als Herausgeber des literarischen Magazins Shinchō, dessen Herausgeberverlag Anthologien der Gruppe, Kurzgeschichte und Romane publizierte.
Kawabata Yasunari, Ryūtanji Yū, Kamura Isota (嘉村礒多; 1897–1933), Okada Saburō (岡田 三郎; 1890–1954), Ozaki Shirō (1898–1964) und andere bildeten den „Jūsannin Club“ (十三人倶楽部) und stellen den Kern der Bewegung dar.
Daneben wurde der „Shinkō Geijutsuha Club“ (新興芸術派倶楽部) im April 1930 durch Kuno Toyohiko und Ryūtanji Yū gegründet. Die erste Hauptversammlung fand am 13. April statt, an der die jungen Schriftsteller Takahashi Takeo (高橋丈雄; 1906–1986), Yasutaka Tokuzō (保高 徳蔵; 1906–1986) und Yagi Tōsaku (八木 東作) vom „Waseda-Flügel“, vom „Komoriza“ (蝙蝠座) Nakamura Masatsune (中村 正常; 1901–1981), Kon Hidemi (1903–1984), Ono Matsuji (小野 松二), Tsubota Masaru (坪田 勝; 1904–1941), Nishimura Shinichi (西村 晋一; 1906–1968), Funabashi Seiichi (1904–1976), vom „Bungaku-Flügel“ Nagai Tatsuo (1904–1990), Kobayashi Hideo (1902–1983), Yoshimura Tetsutarō (吉村 鉄太郎; 1900–1945), Sō Ei (宗瑛), Jinzai Kiyoshi (1903–1957), Kasahara Kenjirō (笠原 健治郎), Fukada Hisaya (深田 久弥; 1903–1971), Hori Tatsuo (1904–1953), vom „Kindai seikatsu-Flügel“  Yoshiyuki Eisuke (吉行 エイスケ; 1906–1940) und vom „Bungei toshi-Flügel“ Abe Tomoji (1903–1973), Tsunekawa Hiroshi (雅川 滉), Ibuse Masuji (1898–1993), Kurahara Shinjirō (1899–1965) und Furusawa Yasujirō (古沢 安二郎; 1902–1983) zusammen  kamen.

## Auflösung und Nachwirkung
1931 und 1932 zersplitterte die Gruppe in verschiedene kleinere Fraktionen und verschwand schließlich. Ihr schneller Untergang lag zum Teil daran, dass Kommerzialisierung und eine Tendenz zum Journalismus zunahmen, lag aber auch an der sich in den dreißiger Jahren verstärkenden militärischen Kontrolle. Wenn auch die Literaturkritik bemängelte, dass die Literatur dieser Richtung eine „ero guro nansensu bungaku“ sei, also eine Literatur, die das Erotische, Groteske, den Nonsens überbetonte, so führte sie doch indirekt zur aufblühenden Literatur nach dem Zweiten Weltkrieg.